# IFPI Hong Kong
IFPI Hong Kong (IFPI HKG) è il ramo hongkonghese dell'International Federation of the Phonographic Industry atto a rappresentare gli interessi dell'industria discografica nella regione.

## Certificazioni
IFPI Hong Kong fornisce le certificazioni di vendita agli album e ai singoli che hanno raggiunto le seguenti soglie:

### Disco d'oro
| Tipo                     | Numero di copie | Numero di copie |
| Tipo                     | Locale          | Internazionale  |
| ------------------------ | --------------- | --------------- |
| Album e singoli pop      | 15 000          | 7 500           |
| Album e singoli classici | 7 500           | 7 500           |

### Disco di platino
| Tipo                     | Numero di copie | Numero di copie |
| Tipo                     | Locale          | Internazionale  |
| ------------------------ | --------------- | --------------- |
| Album e singoli pop      | 30 000          | 15 000          |
| Album e singoli classici | 15 000          | 15 000          |